# Maschinengestell

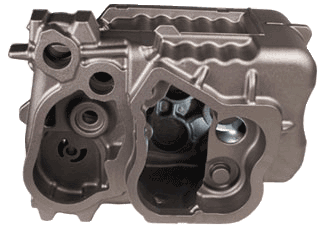
Gestell und Gehäuse als Einheit aus Gusseisen für ein Rädergetriebe

Ein Maschinengestell ist die Summe aller tragenden Teile eines Geräts, einer Maschine oder eines (komplexen) Maschinenelements, z. B. eines Getriebes. Es trägt insbesondere über Lager die beweglichen Maschinenteile wie Wellen, Räder, Schlitten und Hebel und fixiert diese in ihrer Position.
Es gibt viele Ausführungen und Bauweisen. Viele Maschinengestelle können auch als Halterung, Ständer, Stativ oder Stützvorrichtung bezeichnet werden. 
Oft sind an ihm gehäusebildende Bleche befestigt. Bei geschlossener Bauweise übt es die Gehäuse-Funktion direkt aus, z. B. bei Rädergetrieben (siehe Bild).
Das Gestell einer Werkzeugmaschine wird auch als Maschinenbett bezeichnet, bei Fahrzeugen spricht man vom Fahrgestell (Ausnahme: selbsttragende Karosserie).
Maschinengestelle sollen folgende Merkmale aufweisen:
- hohe Biege- und Torsionssteifigkeit zur Aufnahme der Betriebskräfte
- gute Zugänglichkeit bei Bedienung und Montage/Reparatur
- ergonomischer Aufbau für ermüdungsfreie und unfallgeschützte Bedienung
- ansprechende Form (Design).

Maschinengestelle können aus verschiedenen Materialien und Halbzeugen bestehen, beispielsweise:
- Metall-Halbzeuge wie
  - Stahlrohre, meist kaltgezogen
  - stranggepreßte Konstruktionsprofile aus Aluminium
  - Blechprofile
- durch Biegen oder Tiefziehen hergestellte Blechumformteile
- Gußbauteile
- Hohlkammerprofile aus Kunststoff und Faserverbundwerkstoffen
- Elemente aus (schwingungsdämpfenden) Verbundwerkstoffen.